# Заручевье (Смоленская область)
Заручевье — деревня в Демидовском районе Смоленской области России. Входит в состав Борковского сельского поселения. По состоянию на 2007 год постоянного населения не имеет. 
Расположена в северо-западной части области в 48 км к северо-востоку от Демидова, в 36 км северо-восточнее автодороги Р133 Смоленск — Невель. В 99 км южнее деревни расположена железнодорожная станция Смоленск на линии Москва — Минск. 

## История
В годы Великой Отечественной войны деревня была оккупирована гитлеровскими войсками в июле 1941 года, освобождена в сентябре 1943 года.